# Ramón Castillo
Pour les articles homonymes, voir Castillo.
Ramón S. Castillo Barrionuevo (né le 20 novembre 1873 à Ancasti, province de Catamarca en Argentine - mort le 10 octobre 1944 à Buenos Aires) est Président de l'Argentine du 27 juin 1942 au 4 juin 1943. Il est une figure de proue de la période connue sous le nom de la tristement célèbre décennie infâme, caractérisé par la fraude électorale, la corruption et le pouvoir des propriétaires fonciers conservateurs à la tête de l'alliance connue sous le nom de Concordancia.

## Biographie
Précédemment il est Président faisant fonction du 12 août 1940 au 27 juin 1942, le Président en titre Roberto Marcelino Ortiz, gravement malade, ne pouvant exercer ses fonctions.
En 1943 il est renversé par un coup d'État dirigé par le GOU (Grupo de Oficiales Unidos ou Groupe des Officiers Unis), jeunes militaires de tendance nationaliste dont fait partie le colonel Juan Perón. Le coup est dirigé par Arturo Rawson, qui est immédiatement remplacé par Pedro Pablo Ramírez. Il meurt en 1944 à 70 ans et sa femme en 1955 à 74 ans.